# Fiorella Rodríguez
Fiorella María Rodríguez Salcedo (Lima, 11 de febrero de 1974)  es una actriz, exmodelo, presentadora y productora de televisión peruana. Es más conocida por ser candidata al certamen Miss Perú 1994, logrando el título de Miss Amistad. Por este motivo, posteriormente se la empieza a conocer como «la Amistad» o «Amistasí», debido también al constante uso de esta palabra durante sus varios bloques de espectáculos.

## Biografía
Fiorella Rodríguez es la menor de tres hermanas; estudia en el Colegio Regina Pacis de Monterrico, donde destaca en música y en ping pong.
Terminado el colegio, ingresa a la Universidad Ricardo Palma a la Facultad de Psicología.
A la par empieza a trabajar en hotelería, destacando por su gran dominio de las relaciones públicas en importantes hoteles y restaurantes.

## Carrera
Empieza en la televisión en el programa Punto de quiebre.
Al poco tiempo, con la ayuda de su tutor Aristóteles Picho, recibe la propuesta del productor Michel Gómez para debutar como actriz en la telenovela Los unos y los otros. A este trabajo le siguen las producciones Todo se compra, todo se vende, Tribus de la calle y Lluvia de arena.
Pese a que se convierte en madre soltera, no deja de trabajar. Le siguen producciones como Gabriela, Girasoles para Lucía, María Emilia, querida, Soledad y Sabrosas, y obras de teatro como Malayerba y Esta noche no estoy para nadie, esté último de la directora Lola Vilar.
Otras obras de teatro en las que destaca fueron Los muchachos de la banda y Candidata a Presidenta, esta última bajo la dirección de Osvaldo Cattone. 
En noviembre de 1999, ingresó a Televisión Nacional del Perú donde condujo el programa Por las mañanas, junto a Homero Cristalli y Cecilia Alegría que duró hasta en abril de 2000.
En mayo de 2000, ingresó a Canal A donde condujo su programa de variedades Para todos, junto a Guillermo "Cachorro" Zavala, Analí Cabrera, Alan Diez y Andrés Hurtado que duró hasta en marzo de 2001.
En abril de 2001, ingresó a las filas de América Televisión donde condujo el bloque de la cocina del noticiero matutino América Hoy junto a Mathías Brivio que duró hasta en febrero de 2002.
En 2001, debuta en el cine con la película El bien esquivo, interpretando a Sor Clarisa.
Entre 2002 y 2003, conduce el programa matinal Casi en serio, junto a Marcelo Oxenford, Rodrigo Sánchez Patiño y Renzo Schuller por Frecuencia Latina.
Entre 2003 y 2005, conduce el bloque de espectáculos del noticiero matutino Un nuevo día (posteriormente llamado Primera Edición) en América Televisión. Además que fue presentadora del segmento internacional de Canal N.
Además entre 2006 y 2007, conduce el bloque de espectáculos de Buenos días, Perú por Panamericana Televisión.
Tiene una extensa estadía en los segmentos de espectáculos generalmente con alta sintonía y les dota de información, no exenta de humor negro e ironía. Por ese entonces vuelve a la actuación gracias al filme Talk Show, la ópera prima de su entonces esposo.
En 2010, regresa a la televisión, luego de 4 años de ausencia, como conductora de América Espectáculos donde labora hasta el 2015.
Posteriormente, Rodríguez lanza la revista de espectáculos Acceso Total.
Rodríguez regresa al teatro en Los Locos Addams: El musical en 2013.
El 3 de abril de 2014, se estrena la película Loco cielo de Abril de "Big Bang Films", protagonizado por Rodríguez y Ariel Levy. Seguidamente, participa en la película Japy Ending.
En 2015, protagoniza junto a Ricky Tosso la película El beneficio de la duda, la ópera prima de la directora Ani Alva Helfer.
En septiembre de 2016, vuelve al teatro en la obra Todos mis miedos, escrita por Nahuel Cano y Esteban Bieda y dirigida por Jimena Del Sante, junto a los actores Sergio Paris, Mayella Lloclla y Jorge Armas, en el Auditorio ICPNA Miraflores.
En febrero de 2017, vuelve a Latina Televisión después de 10 años a conducir los Óscar 2017 junto a Ricardo Morán. En ese mismo año, también conduce 90 Show, y participa en la película Una comedia macabra.
En 2018, participa en la película No me digas solterona. En ese mismo año, participa como jurado en Súper kids, y también en El artista del año,  posteriormente El dúo perfecto.
De 2019 a 2020, presenta el noticiero periodístico matinal de Radio Capital.
En 2022, regresa a la actuación en la segunda temporada de la serie Junta de vecinos, y participa en la secuela de la película No me digas solterona. Asimismo, se vuelve parte del programa Por Dios y por la plata, conducido por el comediante Carlos Galdós.

## Vida personal
En la década de 2000, inicia una relación sentimental con el director Sandro Ventura, con quien se casa en 2003 y se divorcia en 2018. Tiene una hija llamada Mikella Callegari.

## Otras actividades
En el año 2008, empieza a laborar como relaciones públicas, encargándose de la prensa y medios de los más importantes espectáculos internacionales, trabajando con artistas como Collective Soul, Plácido Domingo, Andrea Bocelli, Kiss, R.E.M., Fito Páez, Andrés Calamaro, Travis, Los Fabulosos Cadillacs, The Ten Tenors, Paul Potts, Iron Maiden, Jonas Brothers, Demi Lovato, Chespirito, Oasis, 50 Cent, Daddy Yankee, Tego Calderón, Sean Paul, Tito "El Bambino", Nito Mestre, Duran Duran, Kylie Minogue, Miguel Bosé, Metallica, entre muchos otros.
En el año 2010, se convierte en Jefa de Relaciones Públicas de América Televisión y de GV Producciones, productora perteneciente a Gisela Valcárcel. Paralelamente crea, junto a su entonces esposo Sandro Ventura, la empresa FRS Comunicaciones, dedicada a la difusión de prensa y estrategia, y asesoría de medios.
En el año 2013, junto a su entonces esposo Sandro Ventura y junto a Adolfo Aguilar, funda la empresa Bing Bang Films, dedicada al doblaje peruano de documentales, películas y películas animadas importadas.
En 2025, saltó al internet peruano como conductora del videopódcast Escuchamos y juzgamos, del canal Madi, que es coconducido por la periodista Romina Caballero, la influencer Micaela Mallma y el comediante El Tobi.

## Filmografía

### Cine
| Año  | Título                             | Personaje                   | Notas                                            | Ref. |
| ---- | ---------------------------------- | --------------------------- | ------------------------------------------------ | ---- |
| 2001 | El bien esquivo                    | Sor Clarisa                 | Rol Secundario                                   |      |
| 2006 | Talk show                          | Jimena                      | Rol Protagónico (También Productora Asociada)    |      |
| 2009 | Tarata                             |                             | (Gerenta de prensa)                              |      |
| 2014 | Loco cielo de Abril                | Abril                       | Rol Protagónico                                  |      |
| 2014 | Japy Ending                        | Elena                       | Rol Protagónico                                  |      |
| 2014 | Ciudadanos Astrales                |                             | (Asistenta de maquillaje)                        |      |
| 2014 | Los súper agentes locos            | Yolanda "La Tía"            | Rol Antagónico Secundario (Voz; Doblaje Peruano) |      |
| 2014 | Los súper agentes locos            | (Reversizada)               | Rol Secundario (Voz; Doblaje Peruano)            |      |
| 2015 | El beneficio de la duda            | Marcela                     | Rol Protagónico                                  |      |
| 2016 | La Peor de Mis Bodas               |                             | (Productora Ejecutiva)                           |      |
| 2017 | Una comedia macabra                | Madame Karina               | Rol Principal (También Productora)               |      |
| 2017 | Lino, una aventura con siete vidas | Patricia "Patty"            | Rol Principal (Voz; Doblaje Peruano)             |      |
| 2018 | Herencia: La Película              |                             | (Productora)                                     |      |
| 2018 | No Me Digas Solterona              | Secretaria Mercedes "Meche" | Rol Principal (También Productora)               |      |
| 2022 | No Me Digas Solterona 2            | Secretaria Mercedes "Meche" | Rol Principal                                    |      |
| 2023 | No Me Digas Solterona 3            | Secretaria Mercedes "Meche" | Rol Principal                                    |      |
| 2023 | Un matrimonio inesperado           | Sandra Panduro              | Rol Principal                                    |      |

### Televisión

#### Series y telenovelas
| Año       | Título                        | Personaje                     | Notas                    | Ref.   |
| --------- | ----------------------------- | ----------------------------- | ------------------------ | ------ |
| 1990—1994 | La guardia Serafina           |                               | Rol Recurrente           |        |
| 1995      | Los unos y los otros          |                               | Rol Recurrente           |        |
| 1996      | Tribus de la calle            |                               | Rol Secundario           |        |
| 1996      | Lluvia de arena               |                               | Rol Secundario           |        |
| 1997      | Todo se compra, todo se vende |                               | Rol Principal            |        |
| 1998      | Gabriela                      |                               | Rol Principal            |        |
| 1999–2000 | Girasoles para Lucía          | Vilma Santamaría del Castillo | Rol Antagónico Principal |        |
| 1999–2000 | María Emilia, querida         |                               | Rol Recurrente           |        |
| 2001      | Soledad                       | Lourdes                       | Rol Secundario           |        |
| 2003      | La mujer de Lorenzo           |                               | Rol Secundario           |        |
| 2008      | Sabrosas                      | Pochi Yépez                   | Rol Principal            | [ 30 ] |
| 2022      | Junta de vecinos 2            | Nazira                        | Rol Recurrente           | [ 31 ] |

#### Programas
| Año           | Título                                | Rol                         | Notas                                                                                            | Ref.   |
| ------------- | ------------------------------------- | --------------------------- | ------------------------------------------------------------------------------------------------ | ------ |
| 1994          | El Miss Perú 1994                     | Concursante                 | Edición Especial                                                                                 |        |
| 1995          | Punto de Quiebre                      |                             |                                                                                                  |        |
| 1999-2000     | Por las mañanas                       | Presentadora                |                                                                                                  |        |
| 2000–2001     | Para todos                            | Presentadora                |                                                                                                  |        |
| 2001–2002     | América Hoy                           | Presentadora                | Bloque de la cocina                                                                              |        |
| 2001–2002     | América Noticias: Primera Edición     | Presentadora                | (Bloque: América Espectáculos)                                                                   |        |
| 2003–2005     | América Noticias: Primera Edición     | Presentadora                | (Bloque: América Espectáculos)                                                                   |        |
| 2010–2015     | América Noticias: Primera Edición     | Presentadora                | (Bloque: América Espectáculos)                                                                   |        |
| 2020          | América Noticias: Primera Edición     | Invitada Especial           | (Bloque: América Espectáculos)                                                                   |        |
| 2002—2003     | Casi en serio                         | Presentadora                |                                                                                                  |        |
| 2003–2004     | Un nuevo día                          | Presentadora                | Bloque de espectáculos                                                                           |        |
| 2005          | El desafío del Inca                   | Presentadora                |                                                                                                  |        |
| 2006–2007     | Buenos días, Perú                     | Presentadora                | Bloque de espectáculos                                                                           |        |
| 2011–2013     | América notcias: Edición del mediodía | Presentadora                | (Bloque: América Espectáculos)                                                                   |        |
| 2011          | Reyes del show                        | Jueza Invitada              | Temporada 2 (Segunda Gala)                                                                       |        |
| 2013          | Reyes del show                        | Invitada                    | Temporada 3 (Secuencia: El desafío)(Con Diego Bertie y el elenco de Los locos Adams: El musical) |        |
| 2013          | A las once                            | Invitada Especial           |                                                                                                  |        |
| 2014          | A las once                            | Invitada Especial           |                                                                                                  |        |
| 2014          | 12 Corazones                          | Invitada Especial           |                                                                                                  |        |
| 2014          | Cuarto poder                          | Invitada Especial           |                                                                                                  |        |
| 2014          | ¿Sabes más que un niño de primaria?   | Concursante Invitada        |                                                                                                  | [ 32 ] |
| 2014          | Minuto para ganar VIP                 | Invitada Especial           |                                                                                                  |        |
| 2014          | Gisela, el gran show                  | Concursante Invitada        | (Secuencia: Mi hombre puede) (Trigésima Gala) (Con Bruno Vernal)                                 |        |
| 2014          | Cinescape                             | Invitada Especial           |                                                                                                  |        |
| 2015          | Cinescape                             | Invitada Especial           |                                                                                                  |        |
| 2014–2019     | Espectáculos en América               | Presentadora                |                                                                                                  |        |
| 2015          | Capital TV                            | Invitada Especial           |                                                                                                  |        |
| 2015          | Día D                                 | Invitada Especial           |                                                                                                  |        |
| 2016          | El gran show                          | Jueza Invitada (Jurado VIP) | Temporada 16 (Cuarta Gala) (Décima Gala)                                                         |        |
| 2016          | Al Aire                               | Invitada Especial           |                                                                                                  | [ 33 ] |
| 2016          | Reyes del show                        | Jueza Invitada (Jurado VIP) | Sexta Gala                                                                                       | [ 34 ] |
| 2016          | Domingo al día                        | Invitada Especial           |                                                                                                  |        |
| 2016          | El wasap de JB                        | Invitada Especial           |                                                                                                  |        |
| 2017          | 90 Show                               | Presentadora                |                                                                                                  | [ 35 ] |
| 2017          | Los Óscar 2017                        | Presentadora                | Edición Especial                                                                                 | [ 36 ] |
| 2017          | Yo soy                                | Jueza Invitada              | Temporada 18                                                                                     |        |
| 2018          | Fandango Pregunta                     | Invitada Especial           |                                                                                                  |        |
| 2018          | Súper kids                            | Jurado                      |                                                                                                  |        |
| 2018          | El artista del año                    | Jurado                      | Temporada 1 – Temporada 2                                                                        |        |
| 2019          | El artista del año                    | Jueza Invitada              | Temporada 5 (Novena Gala: Semifinal)                                                             |        |
| 2018          | El dúo perfecto                       | Jurado                      | Temporada 1                                                                                      |        |
| 2019          | El dúo perfecto                       | Jueza Invitada              | Temporada 2 (Octava Gala: Semifinal)                                                             |        |
| 2019          | En boca de todos                      | Invitada Especial           |                                                                                                  |        |
| 2020          | En boca de todos                      | Invitada Especial           |                                                                                                  |        |
| 2021          | En boca de todos                      | Invitada Especial           |                                                                                                  |        |
| 2022          | En boca de todos                      | Invitada Especial           |                                                                                                  |        |
| 2020          | La máscara                            | "Invitada"                  | Octava Gala -(Se apostó que era "La máscara invitada")                                           |        |
| 2020          | América hoy                           | Invitada Especial           |                                                                                                  |        |
| 2020          | RPP Noticias                          | Invitada Especial           |                                                                                                  |        |
| 2020          | Estás en todas                        | Invitada Especial           |                                                                                                  |        |
| 2021          | Estás en todas                        | Invitada Especial           | [ 35 ]                                                                                           |        |
| 2021          | Plano detalle                         | Invitada Especial           |                                                                                                  |        |
| 2021          | Más Vale Tarde                        | Invitada Especial           |                                                                                                  |        |
| 2021          | Reinas del show 2                     | Comentarista                | Segunda Gala                                                                                     |        |
| 2019          | Magaly TV, la firme                   | Invitada Especial           |                                                                                                  |        |
| 2020          | Magaly TV, la firme                   | Invitada Especial           |                                                                                                  |        |
| 2022          | Magaly TV, la firme                   | Invitada Especial           |                                                                                                  |        |
| 2022          | UCI Entretenimiento                   | Invitada Especial           |                                                                                                  |        |
| 2022–presente | Por Dios y por la plata               | Presentadora                | Bloque de espectáculos                                                                           |        |
| 2022          | En esta cocina mando yo               | Concursante Invitada        |                                                                                                  |        |
| 2023          | El gran chef                          | Concursante                 | Primera eliminada                                                                                | [ 37 ] |

### Radio
| Año       | Título                                        | Rol          | Canal         | Ref.   |
| --------- | --------------------------------------------- | ------------ | ------------- | ------ |
| 2004      | Vida Pop                                      | Presentadora | Viva FM       | [ 38 ] |
|           | Así somos las mujeres                         | Presentadora |               |        |
| 2019–2020 | Radio Capital: Noticiero Periodístico Matinal | Presentadora | Radio Capital |        |

### Vídeos musicales
| Año  | Título                                  | Personaje | Notas          | Ref. |
| ---- | --------------------------------------- | --------- | -------------- | ---- |
| 2014 | Depresión (Versión Loco cielo de Abril) | Abril     | De Mon Laferte |      |

### Web
| Año  | Título    | Rol        | Notas             | Ref. |
| ---- | --------- | ---------- | ----------------- | ---- |
| 2013 | Americlub | Ella misma | Invitada Especial |      |
| 2014 | Americlub | Ella misma | Invitada Especial |      |
| 2022 | Americlub | Ella misma | Invitada Especial |      |

### Spots publicitarios
- VeoWin.
- RejuvChip (2018).
- CAC Televisión Producciones (2021).

## Teatro
| Año                   | Título                                      | Personaje                          | Notas                               | Ref.   |
| --------------------- | ------------------------------------------- | ---------------------------------- | ----------------------------------- | ------ |
| 1986                  | Cosas de papá y mamá                        | Luisa                              | Rol Principal                       |        |
| 1986                  | Cosas de papá y mamá                        | Luisa                              | Dirección: Leonardo Torres Descalzi |        |
| 1986                  | Cosas de papá y mamá                        | Luisa                              | Teatro: Teatro Larco                |        |
| 1997                  | Malayerba                                   |                                    | Rol Principal                       |        |
|                       | Esta noche no estoy para nadie              |                                    | Rol Principal                       |        |
| Dirección: Lola Vilar | Esta noche no estoy para nadie              |                                    |                                     |        |
| 1998                  | Los muchachos de la banda                   |                                    | Rol Secundario                      |        |
| 1999—2004             | Un príncipe para tres princesas             |                                    | Rol Principal                       |        |
| 2000                  | Candidato a la presidencia                  |                                    | Rol Secundario                      |        |
| 2000                  | Candidato a la presidencia                  | Dirección: Osvaldo Cattone         |                                     |        |
| 2005                  | A rezar a rezar que el mundo se va a acabar |                                    | Rol Principal                       |        |
| 2013                  | Los Locos Addams: El musical                | Morticia                           | Rol Protagónico                     |        |
| 2013                  | Los Locos Addams: El musical                | Morticia                           | Dirección: Doménico Poggi Palma     |        |
| 2016                  | Todos mis miedos                            |                                    | Rol Principal                       | [ 39 ] |
| 2016                  | Todos mis miedos                            | Dirección: Jimena Del Sante        |                                     | [ 39 ] |
| 2016                  | Todos mis miedos                            | Teatro: Auditorio ICPNA Miraflores |                                     | [ 39 ] |
| 2018                  | L.O.V.E                                     | María                              | Rol Protagónico                     | [ 40 ] |
| 2018                  | L.O.V.E                                     | María                              | Dirección: Jesús Oro                | [ 40 ] |
| 2023                  | Fantasmas                                   |                                    | Dirección: Paco Varela              | [ 41 ] |

## Literatura

### Revistas
| Año  | Título       | Notas | Ref.   |
| ---- | ------------ | ----- | ------ |
| 2009 | Acceso Total |       | [ 42 ] |

## Eventos

### Certámenes de belleza
- El Miss Perú 1994 (1994) como Postulante.

### Otros
- Campaña Magia (2013).
- América Vive (2014).

## Distinciones
- Miss Amistad 1994.